# Пут суза
Пут суза (лат. Via Dolorosa) је улица унутар зидина Старог града у граду Јерусалиму, која обележава последњи пут Исуса Христа на брдо Голгота, где је Исус био разапет на крсту. Пут је обележен са 14 Станки на путу Крста, а свака Станка обележава библијски догађај Исусовог страдања, од осуђења у римској тврђави Antonia до врха Голготе (позната и као Калварија).
Последњих пет Станки Крста десила су се на брду Голгота, где је данас Црква Светог гроба(Храм Васкрсења Христовог).

## Прва станка
Вила Антонија;
Исус је на овом месту осуђен на смрт.
А Исуса поведоше од Кајафе у судницу. Али беше јутро, и они не уђоше у судницу да се не би опоганили, него да би могли јести пасху.
(Јн. 18:28)
Данас је то мјесто двориште Омаријске школе, спомен на некадашњу вилу Антонију је Торањ Антонија.

## Друга станка
Литостротос (Lithostrotos), мјесто почетка Христове Пасије, овде се спроведе и Игра краљева - крунисање круном од трња. 
И обукоше Му скерлетну кабаницу, и оплетавши венац од трња метнуше на Њ. (Мк. 15:17)
Поред Литостротоса је изречена позната реченица Ecce homo (Ecce homo на латинском значи Ево човјека), где је Исус изручен народу Јудеје.
А Исус изађе под вијенцом од трња и у скерлетној хаљини. Пилат им рече: „Ево човјека!" (Јн. 19:5)
Исус подигне крст и почне Пут Крста.
Тада им га предаде, да се разапне. А они узеше Исуса и одведоше. (Јн. 19:16)

## Трећа станка
Исус падне први пут испод крста.
Данас то мјесто обиљежава Пољска капела.

## Четврта станка
Исус сретне Мајку Богородицу.
Библија говори, како је Света Богородица стајала уз пут, да би могла последњи пут бити лице уз лице са Исусом Христом. Данас то мјесто обележава Јерменска капела.

## Пета станка
Симон из Киренаје је принуђен да потпомогне носити Исусов крст. 
И натераше неког Симона из Кирине, оца Александровог и Руфувог, који идаше из поља, да Му понесе крст.
(Мк. 15:21)
Данас је то мјесто Францисканског ораторија, где се Via Dolorosa нагло успиње према Голготи.

## Шеста станка
Вероника обрише Христово лице.
Данас на мјесту Вероникине куће стоји олтар са свећама, поред капеле Исусових сестара. 

## Седма станка
Исус падне други пут испод крста - одмах при изласку из градских капија.
Мјесто је обиљежено римским стубом, где данас стоји Францисканска капела. Коначна судбина (смрт) је овде добила свој образ па се ово мјесто назива и Капија судбине.

## Осма станка
Исусов поглед се заустави на жени из Јерусалима.
А Исус обазревши се на њих рече: Кћери јерусалимске! Не плачите за мном, него плачите за собом и децом својом.
(Лк. 23:28)
Данас на том мјесту стоји латински крст на зиду грчког манастира.

## Девета станка
Исус падне по трећи и посљедњи пут на путу према Голготи.
Данас је девета станка код римљанског зида, одмах до апсиде и крова Цркве светог гроба - мјесто где је Исус разапет на крсту.

## Десета станка
Дијељење хаљина Исусових.
„раздијелише хаљине његове бацивши коцке“
(Мт 27:35 )
Данас је то десно испред улаза у Цркву Светог Гроба (Храм Васкрсења Христовог).

## Једанаеста станка
Исус Христос је разапет на крсту.
И носећи крст свој изиђе на место које се зове Костурница а јеврејски Голгота. (Јн. 19:17)
Опколише ме пси многи; чета зликоваца иде око мене, прободоше руке моје и ноге моје. (Пс. 22:16)
Данас је то мјесто, разапења Исуса испред његове Мајке, у Латинском дјелу цркве Светог гроба.

## Дванаеста станка
Исус Христос премине разапет на крсту.
А око деветог сата Исус гласно говорећи: Или! Или! Лама савахтани? То јест: Боже мој! Боже мој! Зашто си ме оставио? (Мт. 27:46)
А Исус опет повика гласно и испусти душу. (Мт. 27:50)
A гора се Синајска сва димљаше, јер сиђе на њу Господ у огњу и дим се из ње подизаше као дим из пећи, и сва се гора тресаше веома.
(Мојсије 2:18)
Поред скале Калварије (Костурнице) данас стоји Православни олтар. Испод њега је велика пукотина у земљи, узрокована земљотресом на дан када је Исус Христос преминуо.

## Тринаеста станка
Беживотно тијело Исуса Христа је пуштено са крста.
Дође Јосиф из Ариматеје, поштен саветник, који и сам царство Божје чекаше, и усуди се те уђе к Пилату и заиска тело Исусово.
(Мр. 15:43)
Данас је тај крај одмах на улазу у Храм Васкрсења Христовог(Црква Светог Гроба).

## Четрнаеста станка
Исус Христос је положен у гробницу.
И метну Га у нови свој гроб што је био исекао у камену; и наваливши велики камен на врата од гроба отиде. (Мт. 27:60)
Најсветије место хришћанства је данас мјесто Светог гроба - у Храму Васкрсења Христовог(Црква Св. Гроба). То је и мјесто Христовог васкрсења. Тај је крај данас центар хришћанстава (поред Цркве Рођења Христовог, у Витлејему), коју дјеле све хришћанске религије. Црква је била саграђена већ за време византијског цара Константина Великог и преуређена за време крсташа - главни циљ крсташких ратова је био ослобођење Божијег гроба.
Исусово васкрсење
Исус Христос васкрсне на недељу (Божији дан ), трећи дан по разапењу.
И не нашавши тела његовог дођоше говорећи да су им се анђели јавили који су казали да је Он жив. (Лк. 24:23)

## Галерија
- Прва станка
- Друга станка
- Трећа станка
- Четврта станка
- Пета станка
- Шеста станка
- Седма станка
- Осма станка
- Девета станка
- Десета станка
- Једанаеста станка
- Дванаеста станка
- Камен помазања
- Четрнаеста станка